# والسربرگ
والسربرگ (به هلندی: Vaalserberg) یک تپه در هلند است که در فالس واقع شده‌است. والسربرگ ۳۲۲٫۴ متر بالاتر از سطح دریا واقع شده‌است.